# Dipoena aculeata
Dipoena aculeata là một loài nhện trong họ Theridiidae.
Loài này thuộc chi Dipoena. Dipoena aculeata được Vernon Victor Hickman miêu tả năm 1951.